# Icariotis basipennis
Icariotis basipennis là một loài bọ cánh cứng trong họ Cerambycidae.